# Stanisław Wojciechowski

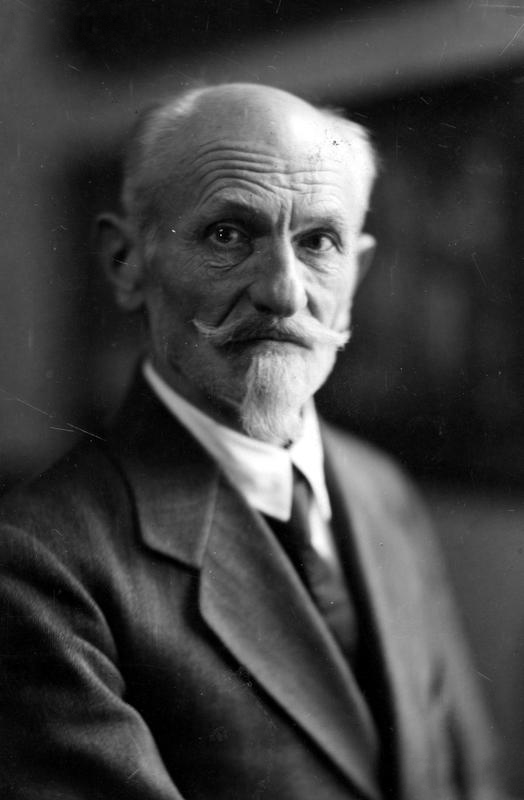
Stanisław Wojciechowski vor 1926

Stanisław Wojciechowski (* 15. März 1869 in Kalisz, Russisches Kaiserreich; † 9. April 1953 in Warschau, Polen) war Präsident der Republik Polen zwischen 1922 und 1926. Er gehörte zu den Gründern der Polnischen Sozialistischen Partei, gilt als Vater des Genossenschaftswesens in Polen und wurde im Zuge der Machtübernahme durch Marschall Józef Piłsudski während des sogenannten „Maiputsches“ gestürzt. Danach stand er in Opposition zum autoritären Regime.

## Leben
Wojciechowski engagierte sich während seiner Jugend zunächst in der konspirativen Vereinigung „Zet“, verbündete sich aber während seines 1888 in Warschau aufgenommenes Mathematik- und Physikstudiums mit der sozialistischen Bewegung Polens. Bereits 1892 brach er sein Studium ab und entschied er sich nach zweifachen Haftaufenthalten für das Exil, zunächst in Zürich und Paris. Dort erlernte er das Fach des Schriftsetzers, womit er für sein Lebensunterhalt sorgte. Er gehörte 1892 zu Mitgründern der Polnischen Sozialistischen Partei, die in Paris zusammentrafen und nahm im Jahr darauf am ersten, illegal organisierten Parteitag in Wilna teil, wo er Piłsudski kennenlernte. Er reiste noch mehrere Male illegal ins Kongresspolen bzw. Zarenreich und schmuggelte Druckmaschinenbauteile und Drucksachen. Neben Piłsudski war er der wichtigste Agent der sozialistischen Bewegung. 1899 hat er geheiratet. Kurz darauf wurde er aus Frankreich abgeschoben. Er fand seinen neuen Lebensmittelpunkt in London, wo er als Schriftsetzer, Drucker, Journalist und Verleger arbeitete.
Da die Mehrheit polnischer Sozialisten den nationalen Freiheitskampf im Widerspruch zum sozialistischen Internationalismus und hinderlich für den Klassenkampf sah, verließ er 1905 die Polnische Sozialistische Partei. Nach der Amnestie kehrte er 1906 nach Warschau zurück und beteiligte sich an der Genossenschaftsbewegung von Edward Abramowski. Er gründete die Wochenzeitung der Genossenschaftler Społem. Währenddessen evoluierten seine politischen Ansichten Richtung Mitte. Während des Ersten Weltkriegs gehörte er zu den Unterstützern Russlands, flüchtete 1915 vor dem Deutschen Heer und kam erst nach der Oktoberrevolution wieder nach Warschau. Er genoss großes Ansehen in der Arbeiterschaft und auch in Teilen der bäuerlichen Bevölkerung. Zwischen Januar 1919 und Juli 1920 war er Innenminister in den Kabinetten Paderewski und Skulski. Ab 1921 gehörte der Partei Polskie Stronnictwo Ludowe Piast (PSL Piast) an.
Am 9. Dezember 1922 kandidierte er in der Präsidentschaftswahl, unterlag aber im vierten Wahlgang dem Großgrundbesitzer Graf Maurycy Zamoyski und dem später gewählten Gabriel Narutowicz. Nach der Ermordung des Präsidenten Narutowicz durch den ultranationalistischen Maler Eligiusz Niewiadomski am 16. Dezember 1922 und dem Kandidaturverzicht Piłsudskis, der sich nach eigenen Worten nicht in einen „vergoldeten Käfig“ sperren lassen wollte, wurde Wojciechowski von der Nationalversammlung auf Empfehlung des Sejmmarschalls Maciej Rataj mit den Stimmen der Linken und des Zentrums am 20. Dezember im ersten Wahlgang zum Staatsoberhaupt gewählt. Für die Rechte kandidierte der Philologe und Historiker Kazimierz Morawski.
Wojciechowskis Amtszeit war überschattet von einem Anstieg der Arbeitslosigkeit und der Teuerung, von Streikwellen, Finanzskandalen, unzähligen Regierungskrisen und schließlich auch blutigen Unruhen in Krakau und anderen Städten. 1923 trat Piłsudski als Armeechef und Vorsitzender des mächtigen Militärrates zurück. Im November 1925 stellte die Bildung einer Koalitionsregierung unter Aleksander Skrzyński den letzten Versuch dar, der schweren Wirtschaftsproblemen des Landes mit parlamentarischen Mitteln beizukommen. Die Berufung der Mitte-Rechts-Regierung unter Wincenty Witos hat die öffentliche Meinung polarisiert, da die städtische Bevölkerung eine die Landwirte und Ländereibesitzer privilegierende Steuerpolitik befürchtet hat.

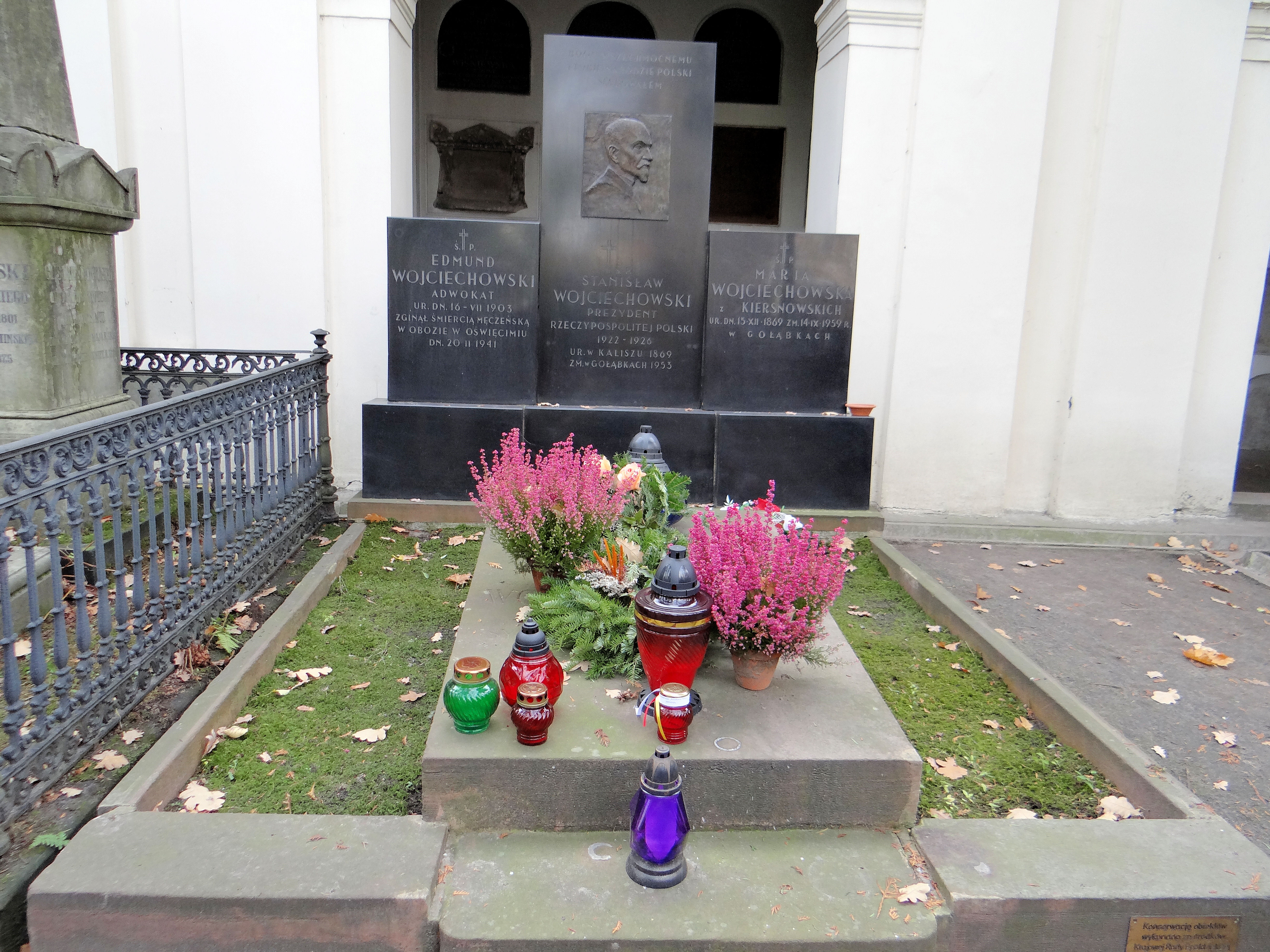
Wojciechowskis Grab

Den Forderungen Piłsudskis nach einer Disziplinierung und Eindämmung des Parlamentarismus widersetzte sich der Staatspräsident unter Berufung auf das Legalitätsprinzip. Nach dem Putsch und der Einnahme Warschaus durch Truppen Piłsudskis wurde Präsident Wojciechowski gezwungen, in der Nacht zum 15. Mai 1926 mitsamt der Regierung Witos zurückzutreten, um dem Marschall freie Hand zu geben, die „Neuordnung des Staates“ auf autoritärer Basis einzuleiten. Das Präsidentenamt wurde Ignacy Mościcki übertragen, der als Marionette Piłsudskis und des Militärs agierte.
Nach dem Rücktritt arbeitete Wojciechowski als Dozent an der Hochschule für Handel und der Hochschule für Landwirtschaft in Warschau. 1937 setzte er sich mit den Aktivisten der Front von Morges in Verbindung und wurde Mitbegründer der oppositionellen Partei der Arbeit.
Wojciechowskis Sohn Edmund, ein Rechtsanwalt, wurde 1941 von den Nazis in Auschwitz ermordet. Der kranke Wojciechowski wurde während des Warschauer Aufstandes in ein Lager verschleppt. Wojciechowski zog sich nach dem Krieg ins Privatleben zurück und starb 1953 in Gołąbki (jetzt Ursus) im Alter von 84 Jahren. Er wurde in Powązki in Warschau beigesetzt.
Die Filmproduzentin und Politikerin Małgorzata Kidawa-Błońska ist seine Urenkelin.